# دهستان کولاما
دهستان کولاما (به لاتین: Kullamaa Parish) یک دهستان در استونی است که در شهرستان لنه واقع شده‌است.

## خصوصیات
دهستان کولاما ۲۲۴٫۶ کیلومترمربع مساحت و ۱٬۳۹۸ نفر جمعیت دارد.